# 고말로
고말로(高末老, ? ~ ?)는 고려 초기 탐라국의 태자이다.
938년(태조 21) 12월에 고려 조정에 들어갔다. 고려 태조는 고말로(髙末老)에게 성주왕자(星主王子)의 칭호를 내리고, 자치를 허락하였다.